# Криничный (Миллеровский район)
Криничный — хутор в Миллеровском районе Ростовской области. Входит в состав Криворожского сельского поселения.

## География
На хуторе имеется одна улица: Речная.

## Население
| 2010 |
| ---- |
| 187  |